# Jah
Jah (IPA: [djã]) er navnet på Gud i Rastafari ("Rasta") religiøs bevægelse. Det stammer fra Hebraisk יָהּ = Yah [ja:].
Jah (Yah) er en forkortelse af navnet Jehova eller Yahweh.
Ifølge Rastafari er den tidligere kejser af Etiopien, Haile Selassie I, den genfødte Gud, altså personificeringen af Jah. Jesus Kristus er hans søn, og Rastaerne Helligånden, disse tre led udgøre den hellige treenighed. På trods af dette er hver eneste Rasta opfordret til selv at søge efter sandheden, og ingen central dogme er påtvunget.
En anden symbolik eller metafor for Jah, er "I and I", (eng.: I og Jeg). Dette er et symbol på den hellige treenighed,  Haile Selassie I /Jesus Kristus/ I.
På de Vestindiske Øer har populariteten af Kristen Reggae, ført til at Jah bliver brugt i flere Kristne sammenhænge, som "Hallelujah", der betyder "Pris Jah". Især blandt unge kristne og nyere musik bliver de Rastafarianske ord brugt for elementer fra Kristendom og Judaisme.
I den originale Hebraiske Bibel fremstår "Jah" 26 gange alene, og 24 i sammenhængen "Hallelujah".
Det Egyptiske ord "Iah", betyder "Måne" og er navnet på en "Månegud". Nogle mener at der er en forbindelse mellem det Egyptiske "Iah" og det Semitiske "Jah".